# Embajada de Argentina en Grecia
La Embajada de Argentina en Grecia (en griego: Πρεσβεία της Αργεντινής Δημοκρατίας) es la misión diplomática de Argentina en Grecia. Se encuentra en el tercer piso del número 59 de Vasilissis Sofias en Atenas.